# Ourlet forestier
Pour les articles homonymes, voir ourlet.
L'ourlet est un terme technique de phytosociologie désignant une végétation herbacée vivace incluant parfois quelques sous-arbrisseaux et rencontrée en situation d'écotone.
En général, on parle d'ourlet forestier lorsque celui-ci compose la zone de transition depuis un milieu ouvert vers la forêt, mais la végétation d'ourlet peut également être rencontrée le long des haies, ou de formations arbustives non ou pré-forestières (fruticée). Il fait partie de la « trame arborée », au sein de la trame verte et bleue.

## Attention de ne pas confondre
- L'ourlet : terme désignant un type de végétation, principalement composée de plantes herbacées vivaces,
- Le manteau forestier : terme désignant un type de végétation, principalement composée de plantes arbustives,
- La lisière désigne dans le langage courant la ligne de séparation entre le milieu ouvert et la forêt. Cette ligne peut être très localisée et brutale comme après une coupe à blanc, ou bien plus généralement correspondre à la zone de transition (écotone) entre le milieu forestier au sens strict et le milieu ouvert. Les lisières sont donc souvent caractérisées par la présence généralement simultanée d'une végétation arbustive (le manteau) et d'une végétation herbacée vivace (l'ourlet).

## Écologie
Il forme une limite semi-perméable entre deux milieux (dits ouverts et fermés). C'est un écotone qui a une grande importance écologique notamment pour assurer la résilience de la forêt face aux aléas climatiques[réf. nécessaire].

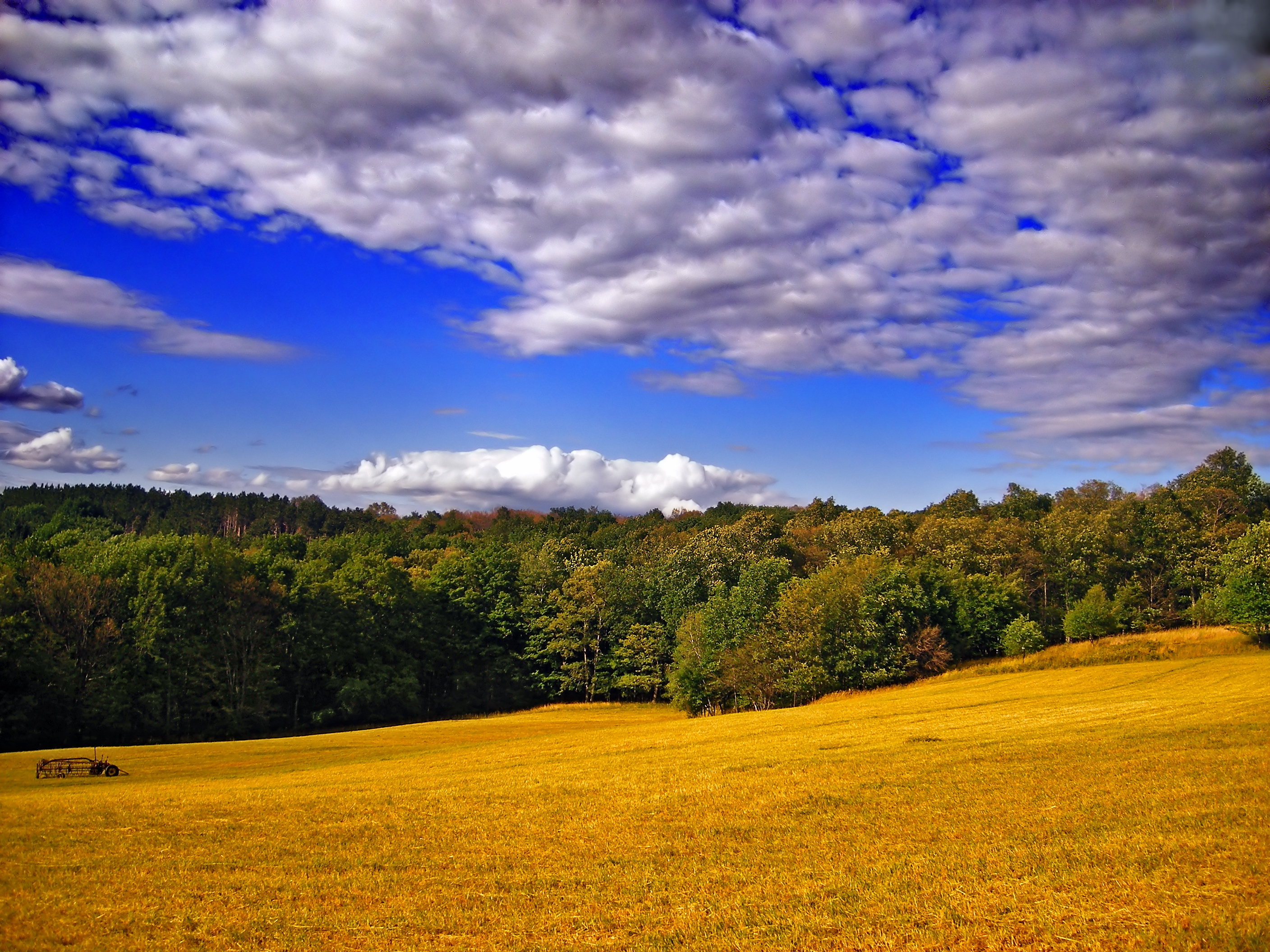
Dans ce cas, l'ourlet protège la forêt des pics microclimatiques caractéristiques des agrosystèmes ouverts, mais aussi d'une partie des apports d'aérosols de pesticides lors des pulvérisations

L'ourlet présente des conditions microclimatiques et écologiques tout à fait particulières.
- Il est soumis à une dynamique écopaysagère propre. Sans le cas de lisières très artificielles ne contenant plus les strates typiques de l'ourlet, on parle parfois  d'effet-lisière (ou effet-bordure) pour décrire les impacts négatifs des lisières artificielles créées dans les milieux naturels, qu'elles soient extérieures à un massif, s'il est traité en sylviculture intensive, ou intérieures à celui-ci (bords de coupes rases, bords de routes ou de pistes forestières).
- Il joue souvent un triple rôle de filtre, de corridor biologique linéaire faisant l'interface entre deux milieux, pouvant être qualifié d'« écotonial » et de « zone-tampon » protégeant les micro-climats et ambiances forestières, et au-delà de « cœur d'habitat » (Zone-Noyau des trames vertes arborées). Il fait une transition douce avec la « matrice écopaysagère ».
- Inversement, les ourlets dégradés sont réputés favoriser la circulation d'espèces invasives ((Exemples : renouée du Japon en Europe, ou Kudzu, Chèvrefeuille du Japon et Rosa multiflora en Amérique du Nord)), au détriment des espèces typiques de l'ourlet ou de la forêt qui régressent sur les lisières artificielles et à leurs abords.

## Équilibres dynamiques
Sauf quand il est limité par un milieu inhospitalier pour la forêt (trait de côte par exemple), l'ourlet évolue spontanément dans le temps et l'espace en fonction du cycle sylvogénétique et d'aléas de type incendies, glissements de terrain... 

## Ourlet et risques d'incendies
Tant que l'eau est disponible, et si l'ourlet est bien exposé à la lumière, la végétation y croît plus vite et produit plus de biomasse  (à conditions égales de sol, pente, altitude, latitude et exposition). 

Si l'eau manque (sécheresse), la lisière devient vulnérable à la déshydratation (évapotranspiration maximale + exposition au vent et au soleil). Un ourlet épais, incluant des lianes (lierre, houblon et nombreuses lianes et épiphytes en zone tropicale). S'il a été drainé comme c'est parfois le cas en zone de sylviculture ou d'agriculture, il peut alors devenir un couloir de propagation rapide du feu, y compris éventuellement - et paradoxalement - en bordure d'allées coupe-feu mal conçues ou mal orientées. 
Les incendies de forêt commencent souvent sur les bordures de la forêt. L'augmentation de la fréquence et gravité des incendies en zone tropicale est en partie une des conséquences de l'aggravation des effets lisières (mais aussi du défrichage volontaire par le feu, qui laisse des boisements non protégés par des ourlets).

## Ourlets et paysage
Les ourlets forestiers sont des éléments très importants des paysages boisés. Ils forment des transitions naturelles et adoucies entre forêt et milieu adjacent. Ils sont très denses dans le cas des ripisylves.